# Lorna Luft
Lorna Luft, född 21 november 1952 i Santa Monica, Kalifornien, är en amerikansk skådespelare och sångare.

## Biografi
Luft är dotter till Judy Garland och Sidney Luft och halvsyster till Liza Minnelli. Hon har även en yngre bror, Joey.
Lorna Luft gjorde sina första framträdanden på Judy Garland Show under sina tonår. 1967 gjorde hon sitt enda framträdande på Broadway ihop med sin mor, i At Home at the Palace. 1969 dog Garland.
1971 gjorde Luft debut i en Broadway-musikal, Neil Simons Promises, Promises. 1982 gjorde hon sin filmdebut i Grease 2, där hon spelade Paulette Rebchuck, vilken blev en flopp. Hon fick fler framgångar på teaterscenen. Hon har senare sagt att hon levt hela livet i sin moders skugga.
Hon är gift med musikern Colin R. Freeman och mor till Jesse (född 1984) och Vanessa (född 1990).

## Diskografi
Album
- 2007 – Songs My Mother Taught Me

Singlar
- 1973 – "Our Day Will Come" / "Is It Really Love At All"
- 1978 – "Head Over Heels" / "I Did It All For Love"
- 1981 – "Long Time" / "Something's Got A Hold On My Heart"
- 1981 – "Get It Up" / "A Few Dollars More"
- 1984 – "Where the Boys Are" / "Prove Me Wrong"
- 1984 – "The Whole World's Goin' Crazee" / "Jesse's Theme"
- 1989 – "Born Again" / "Born Again (instrumental)"
- 1995 – "Have Yourself a Merry Little Christmas" (med Judy Garland) / "The Nearness of You"
- 2011 – "When You Wish Upon a Star" (digital singel)